# كالاموتون (ثيسالونيكي)
كالاموتون (Καλαμωτόν) هي مدينة في ثيسالونيكي في مقاطعة فوريا إلادا في اليونان.
يبلغ عدد سكانها حوالي 944 نسمة.